# Томсон, Эдуард Мартынович
Эдуард (Пётр-Эдуард) Мартынович Томсон (1891 — после 1970) — российский и латвийский военный лётчик-ас, истребитель времён Первой мировой войны.

## Биография
Родился в 1891 году в городе Пярну Эстляндской губрении, по другим данным в Адажской волости Рижского уезда Лифляндской губернии  Из крестьянской семьи. 
Летать научился в 1912 году, окончив частную авиационную школу в Германии. В 1913 году также занимался в Императорской Московской лётной школе Аэронавтического общества.
В 1914 году приехал в Германию на лётные соревнования, но с началом Первой мировой войны был интернирован. Вскоре бежал в Англию, затем вступил добровольцем во французскую армию в звании рядового.
В сражении при Бельфоре был тяжело ранен, находился на излечении в госпитале в Бурже, где адъютант эскадрильи поздравил Томсона со званием сержанта. Так французское командование оценило его разведывательные полёты. После госпиталя Томсон попал на фронт под Амьеном, пробовал свои силы в воздушных боях, его полёты дважды были отмечены в приказах.
Вскоре Томсон добился права вернуться в Россию. Весной 1915 года окольными путями он добирался до Риги. После небольшого отдыха в апреле 1915 года был зачислен рядовым в Русскую императорскую армию и направлен на обучение в Военную авиационную школу. После её окончания направлен в 1-й корпусный авиаотряд. В 1916 году ему было присвоено звание военного лётчика. С апреля 1917 года воевал в 1-м авиационном отряде истребителей. В декабре 1917 года прикомандирован к Генеральному штабу и получил приказ организовать воздушную линию Петроград — Москва. На фронтах Первой мировой войны сбил 5 германских самолётов (а некоторые публикации утверждают даже об 11 его победах).
С наступлением Февральской революции накал страстей захватил и армию — прапорщик Э. Томсон был избран делегатом на съезд авиаторов и в солдатский комитет. После Октябрьской революции под влиянием своего земляка — известного революционера Яна Фабрициуса — Томсон перешёл на сторону большевиков. О событиях той поры в журнале «Вестник Воздушного Флота» за 1933 год было написано:

«9—10 ноября 1917 года. Работа авиачастей во время наступления Керенского… Смольным была установлена связь через лётчика Томсона и солдатский комитет с 12-м истребительным авиаотрядом. Последний был снят с фронта и направлен против Петрограда Керенским… Лётчик Томсон и представитель комитета заявили, что они полётов не допустят и переходят на сторону Советской власти».

В декабре 1917 года был организован 1-й социалистический разведывательный авиаотряд. Его командиром стал подпоручик Эдуард Томсон. В марте 1918 года уволен в отпуск, воспользовался перемирием и приехал в Ригу, но после возобновления боевых действий арестован немцами. Через несколько месяцев сумел освободиться и вернулся в Москву, где в июне 1918 года был арестован органами ВЧК по подозрению «в контрреволюционной деятельности». Вскоре освобождён и в июле 1918 года назначен военным лётчиком 2-го Латышского авиационного отряда. Принимал участие в боях Гражданской войны на территории Латвии, которыми по поручению В. И. Ленина руководил Ян Фабрициус в 1918 году и начале 1919 года. В марте-мае 1919 года болел и лечился в госпиталях Москвы и Белостока. В конце мая 1919 года вернулся на фронт и через 3 дня дезертировал. 
В июне 1919 года в Риге Томсон вступил в Латвийскую армию. Служил заместителем командира Авиационной группы Латвийской армии Алфредса Валлейки. С июля 1919 — начальник авиационного отдела при Техническом управлении Латвийской армии. Участвовал в Освободительной войне в Латвии. С сентября 1919 года — командир Авиационного парка Латвийской армии. В 1919 году латвийским правительством ему было присвоено воинское звание старшего лейтенанта. В мае 1920 году уволен из армии «по состоянию здоровья». В сентябре 1920 года эмигрировал в США. Причиной эмиграции стали нападки на Томсона из-за службы в РККА.
Жил в Сан-Франциско. Скончался там же в 1970-х годах (точная дата не известна). В отечественных публикациях из-за практически полного отсутствия информации одно время утверждалось, что Томсон погиб в 1919 году.

## Воинские звания в России
- Рядовой (15.05.1915)
- Ефрейтор (29.05.1915)
- младший унтер-офицер (15.06.1915)
- старший унтер-офицер (1.08.1915)
- прапорщик (24.10.1915, за боевые отличия)
- подпоручик (24.09.1917)

## Награды
- Орден Святого Георгия 4-й степени (приказом по 10-й армии № 1051 от 1.09.1917 г. «за то, что 3-го марта 1917 г., атаковав около стан. Залесье неприятельский самолет, вооруженный двумя пулеметами, вступил с ним в бой и сбил его пулеметным огнём, причем неприятельский самолет камнем упал на землю и разбился»)
- Орден Святого Владимира 4-й степени с мечами и бантом (8.11.1917, приказом № 863 по армиям Северного фронта)
- Орден Святой Анны 3-й степени с мечами и бантом (28.10.1916, приказом № 334 по 2-й армии)
- Орден Святой Анны 4-й степени с надписью «За храбрость» (23.01.1917, Высочайшим приказом «за ряд совершённых боевых полётов»)
- Георгиевский крест 4-й степени (27.07.1915)

## Интересные факты

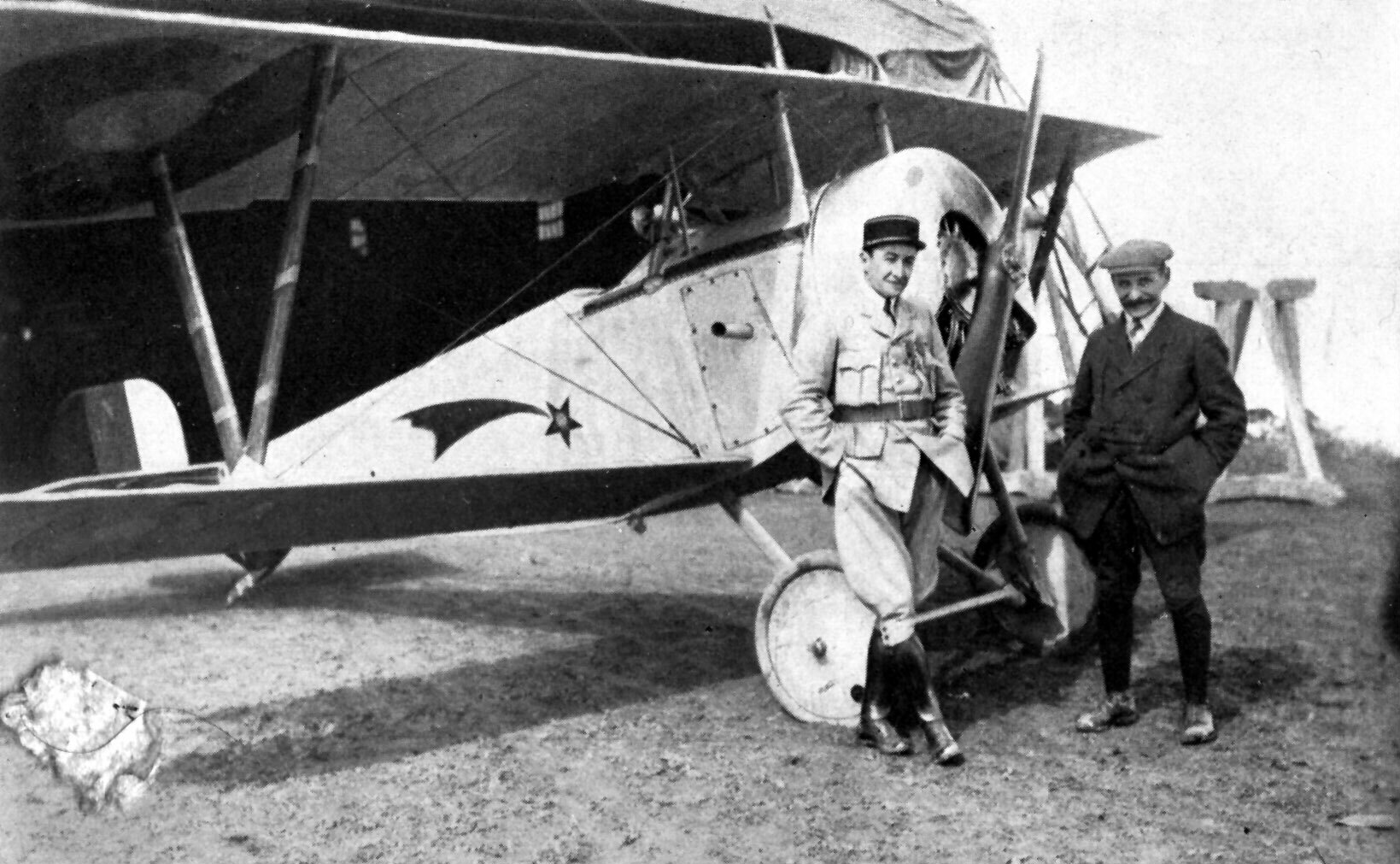
Истребитель Ньюпор 11

- 3 марта 1917 года лётчики прапорщик Э. Томсон на самолёте «Ньюпор-XI» (№ 1132) и прапорщик А. Розенфельд на истребителе того же типа (№ 1033) сбили германский самолёт, «который упал в нашем расположении около станции Залесье». За этот боевой вылет оба авиатора были удостоены ордена Святого Георгия 4-й степени.